# Butia eriospatha
Butia eriospatha là loài thực vật có hoa thuộc họ Arecaceae. Loài này được (Mart. ex Drude) Becc. mô tả khoa học đầu tiên năm 1916.

## Hình ảnh

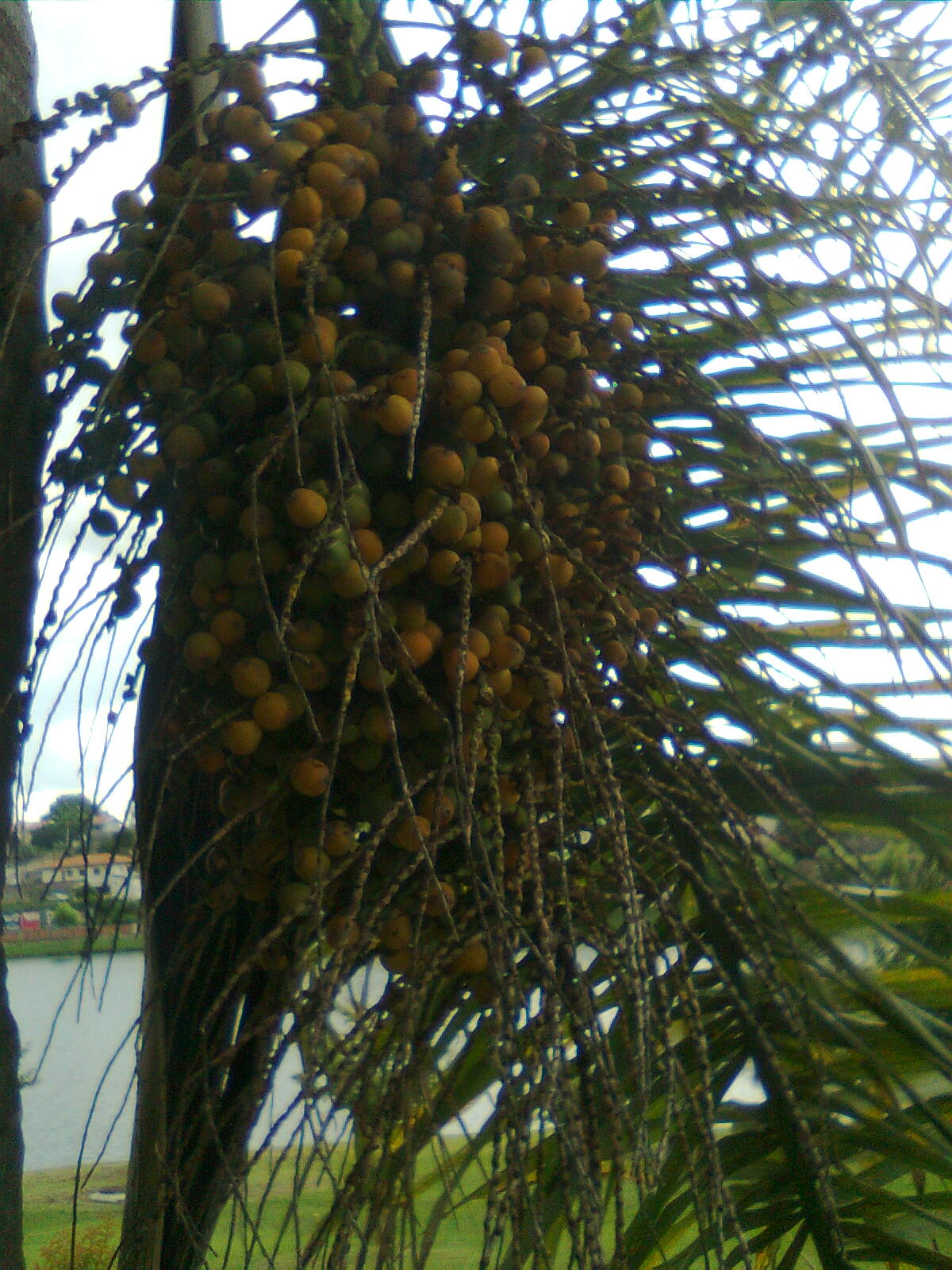